# Memento Mori (Flyleaf-Album)
Memento Mori ist das zweite Studioalbum der US-amerikanischen Post-Grunge-Band Flyleaf und erschien am 10. November 2009. Bei dem Titel handelt es sich um die gleichnamige lateinische Phrase, was auf Deutsch „bedenke, dass du sterben musst“ bedeutet.

## Entstehung und Veröffentlichung
Wie das Debütalbum „Flyleaf“ auch wurde dieses von Howard Benson produziert und in den Bay 7 Studios (Kalifornien) aufgenommen.
Die beiden Lieder Chasm und Circle wurden im August 2009 vor Erscheinung des Albums auf einer Tournee in Afghanistan für die Streitkräfte der Vereinigten Staaten erstmals gespielt. Again wurde am 25. August 2009 als erste Single im Radio und auf iTunes veröffentlicht. In der ersten Woche nach der Veröffentlichung wurden 56.000 Exemplare des Albums verkauft und es erreichte den achten Platz der Billboard Hot 100.

## Titelliste
| #   | Titel                               | Länge |
| --- | ----------------------------------- | ----- |
| 0.  | Uncle Bobby (Pregap-Track)          | 4:22  |
| 1.  | Beautiful Bride                     | 3:03  |
| 2.  | Again                               | 3:05  |
| 3.  | Chasm                               | 2:54  |
| 4.  | Missing                             | 2:54  |
| 5.  | This Close                          | 3:20  |
| 6.  | The Kind                            | 2:47  |
| 7.  | In The Dark                         | 3:47  |
| 8.  | Set Apart This Dream                | 3:15  |
| 9.  | Swept Away                          | 4:09  |
| 10. | Tiny Heart                          | 3:07  |
| 11. | Melting (Interlude)                 | 0:57  |
| 12. | Treasure                            | 3:24  |
| 13. | Circle                              | 3:03  |
| 14. | Arise                               | 4:18  |
| 15. | Stay (U2-Cover) (iTunes Bonustrack) | 4:53  |
| 16. | Bitter Sweet (iTunes Bonustrack)    | 4:03  |